# Dempo SC

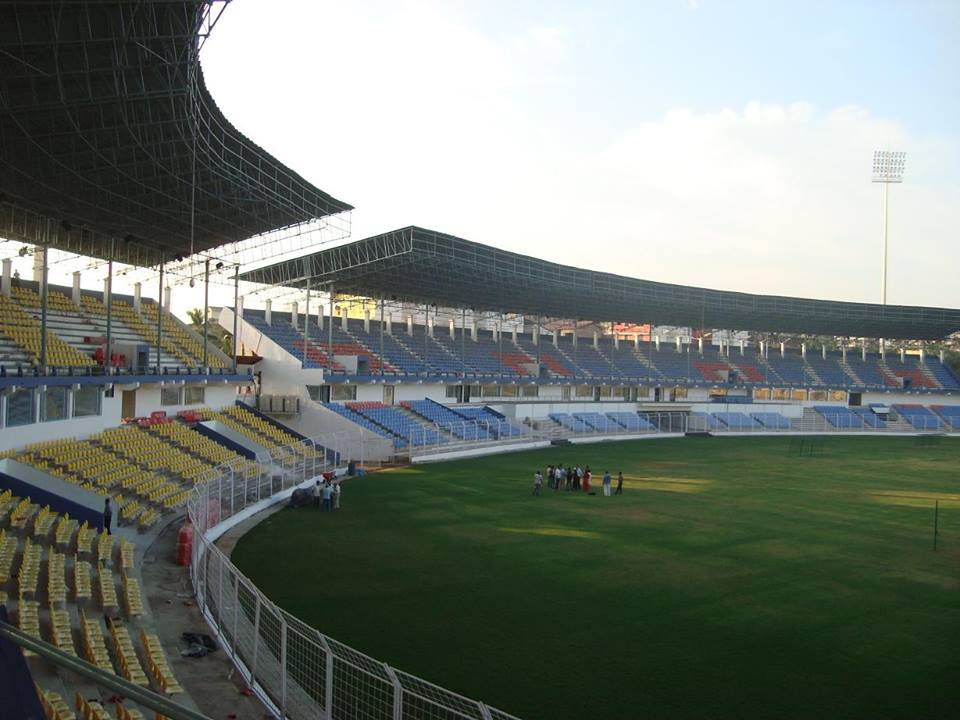
Stadion Fatorda

Dempo Sports Club je indický fotbalový klub z města Panadží ve státě Goa založený roku 1961. Je vlastněn těžební společností Dempo. Domácím hřištěm je stadion Fatorda s kapacitou 24 000 míst. Klubové barvy jsou modrá a bílá.

## Úspěchy
- 2× vítěz National Football League (2004/05, 2006/07)[1]
- 3× vítěz I-League (2007/08, 2009/10, 2011/12)[1]
- 1× vítěz Durand Cupu (2006)[2]
- 1× vítěz Federation Cupu (2004)[3]
- 2× vítěz indického Superpoháru (2008, 2010)[4]